# Лауритс, Таави
Таави Лауритс (эст. Taavi Laurits; 23 января 1990, Пярну) — эстонский футболист, нападающий.

## Биография
Воспитанник футбольной школы «Флора» (Кехтна). На взрослом уровне начинал играть в командах, входивших в систему таллинской «Флоры» — «Флора» (Рапла), «Валга Уорриор», «Флора-2», «Элва», «Тулевик» (Вильянди). В высшем дивизионе Эстонии дебютировал 20 сентября 2008 года в составе «Тулевика» в матче против «Левадии», заменив на 76-й минуте Юрия Евдокимова. Всего в первом сезоне в высшей лиге сыграл 5 матчей, во всех выходил на замены.
Первую половину сезона 2009 года провёл в клубе «Пайде ЛМ» в высшей лиге. Затем полтора года играл в родном городе за клуб первой лиги «Вапрус», в 2009 году забил 9 голов, а в 2010 году — 13, в обоих сезонах становился лучшим снайпером клуба. В 2011 году на базе «Вапруса» и других городских команд был создан новый клуб «Пярну ЛМ», Лауритс продолжил играть за него и снова стал лучшим бомбардиром клуба (11 голов).
В начале 2012 года перешёл в один из сильнейших клубов страны — таллинскую «Левадию», но не закрепился в основе, сыграв за полсезона лишь 8 матчей, из них только один — в стартовом составе. Вместе с клубом стал обладателем Кубка Эстонии 2011/12, но не сыграл в кубковой кампании ни одного матча. Осенью 2012 года выступал за другой клуб высшей лиги — «Вильянди», следующие полтора года провёл в низших лигах.
Летом 2014 года вернулся в свой бывший клуб «Пярну ЛМ», ставший по итогам сезона третьим призёром первой лиги и заслуживший повышение в классе. В 2015—2016 годах футболист вместе с клубом выступал в высшей лиге. В 2015 году с 11 забитыми голами стал лучшим бомбардиром клуба и вошёл в десятку бомбардиров чемпионата.
В 2017—2018 годах играл за третий состав «Пайде», в 2017 году стал обладателем Малого кубка Эстонии, разыгрываемого среди любительских команд низших лиг. В сентябре 2018 года провёл 2 матча в третьем дивизионе Финляндии за «Гнистан». В дальнейшем играл за клубы низших лиг Эстонии, также выступал в мини-футболе.
Всего в высшей лиге Эстонии сыграл 82 матча и забил 19 голов.
Выступал за юниорскую сборную Эстонии.